# Ignacy Wróbel
Ignacy Wróbel (ur. 5 kwietnia 1862 w Starej Wsi, zm. 14 listopada 1941 w Krakowie) – urzędnik kolejowy, polityk ludowy i poseł do austriackiej Rady Państwa.

## Życiorys
Urodził się 5 kwietnia 1862 w Starej Wsi w rodzinie chłopskiej jako syn Andrzeja. 5 czerwca 1882 zdał egzamin dojrzałości w I C.K. Gimnazjum w Rzeszowie. W 1883-1884 uczęszczał do Seminarium Duchownego w Krakowie oraz na studia teologicznej na UJ które przerwał. Ukończył studia na Wydziale Prawa Uniwersytetu Jagiellońskiego, uzyskując stopień doktora praw (1894). Pracował jako urzędnik w oddziale I – sekretariacie potem od 1896 w oddziale II spraw prawniczych i administracyjnych dyrekcji c.k. kolei państwowych w Krakowie: urzędnik – koncypient (1894-1898). Jako sekretarz II klasy był zastępcą naczelnika oddziału II (1899–1901) Potem jako sekretarz kolejowy od 1905 inspektor, a od 1910, starszy inspektor był naczelnikiem oddziału II (1902-1911). Radca rządu i zastępca dyrektora – dyrekcji c.k. kolei państwowych w Stanisławowie (1912–1914).
Od 1907 związany z ruchem ludowym, a w latach 1910–1913 członek Rady Naczelnej Polskiego Stronnictwa Ludowego. Po rozłamie początkowo działacz i członek Rady Naczelnej PSL „Piast” (1913-1914). Podczas I wojny światowej działał w PSL – Lewicy. Członek Zarządu (1907), a potem członek Rady Nadzorczej (1908-1909) Towarzystwa Szkoły Ludowej w Krakowie. Członek Wydziału Ligi Pomocy Przemysłowej we Lwowie (1912–1914). Członek Wydziału Krajowego Związku Turystycznego w Krakowie (1914). Poseł do austriackiej Rady Państwa XII kadencji (17 lipca 1911 – 28 października 1918) wybrany z okręgu wyborczego nr 35 (Jaworzno-Chrzanów-Krzeszowice-Liszki). Członek Koła Polskiego w Wiedniu, najpierw w grupie posłów PSL, od 1913 PSL-"Piast" a od 1914 PSL-Lewicy.
Po odzyskaniu przez Polskę niepodległości w latach 20. pełnił stanowisko dyrektora departamentu w Ministerstwie Kolei Żelaznych. Był działaczem Polskiego Stronnictwa Ludowego „Piast”, w latach 1925–1927 członek Zarządu Głównego.

## Odznaczenia
austro-węgierskie:
- Brązowy Medal Jubileuszowy Pamiątkowy dla Sił Zbrojnych i Żandarmerii[16]
- Medal Jubileuszowy Pamiątkowy dla Cywilnych Funkcjonariuszów Państwowych[16]
- Krzyż Jubileuszowy dla Cywilnych Funkcjonariuszów Państwowych[16]

polskie:
- Krzyż Komandorski Order Odrodzenia Polski (w uznaniu zasług, położonych dla Rzeczypospolitej Polskiej przy zawieraniu kolejowych układów międzynarodowych (Dekret Naczelnika Państwa z 29 grudnia 1921)[15]